# Kümo Henriette
Kümo Henriette ist eine deutsche Fernsehserie, die vom Studio Hamburg von 1978 bis 1981 produziert wurde und die in 28 Episoden lief. Sie dreht sich um die Familie Petermann und ihre Küstenmotorschiffe (kurz: Kümo) Henriette und Henriette II. Die Erstausstrahlung fand ab dem 20. August 1979 im NDR-Regionalprogramm der ARD statt.
Kümo Henriette war die erste Serien-Drehbucharbeit der Schauspielerin Helga Feddersen, die in der Serie selbst in einer Nebenrolle auftrat. In den ersten sieben Folgen führte Wilfried Dotzel Regie, danach war Peter Harlos dafür verantwortlich.

## Handlung

### 1. Staffel
Margot und Hinrich Petermann leben mit den Eltern von Hinrich seit 25 Jahren zusammen auf einem Obsthof im Alten Land. Sie sind Eigner des Küstenmotorschiffes Henriette, das ihnen zum Broterwerb dient. Margot reichen die 25 Jahre jedoch, und so kauft sie für sich und ihren Ehemann einen eigenen Bungalow. Ihre Töchter Gerda und Karin haben hingegen zunächst andere Wege eingeschlagen. Gerda hat bei der Sparkasse gelernt und Karin arbeitet in einer Werbeagentur. Allerdings hält es insbesondere Gerda an Land nicht länger aus. Sie entscheidet, wieder auf der Henriette mitzufahren. Auf einer der ersten Fahrten lernt sie den Werftmechaniker Uwe kennen, den sie alsbald auch heiratet, und der fortan als Mechaniker auf der Henriette fährt.
Ihre Schwester Karin dagegen hat zunächst weniger Glück. Sie ist zwar schwanger von ihrem Freund Manfred, der gleichzeitig auch ihr Chef ist, jedoch möchte dieser das Kind abtreiben lassen, weswegen Karin die Beziehung beendet und wieder auf den Obsthof zieht. Dort findet sie in Obstbauer Helmut einen liebevollen neuen Partner, der auch das Kind akzeptiert. Der Schiffsjunge der Henriette, Harald, ist ebenfalls unsterblich verliebt in Bea, die in der Sparkasse arbeitet und Gerda von dort kennt. Seinen Landurlaub verbringt Harald lieber bei Bea als bei seinen Eltern.
Familie Petermann macht sich auf die Suche nach einem größeren und rentableren Schiff. Als Makler Meier eines für sie ausfindig macht, verkauft Margot kurzerhand den Bungalow, in dem sich eh keiner so recht wohl gefühlt hatte, und auch die alte Henriette wird in Zahlung gegeben. Als der Kauf platzt, steht die Familie zunächst ohne Schiff und ohne Zuhause da. Zum Glück findet sie Unterschlupf in ihrem alten Zuhause, dem Obsthof. Uwe nutzt die Zeit an Land, um sein Patent als Steuermann zu machen.
Karin bekommt in der Zwischenzeit ihren Sohn Peter, als Hinrich tatsächlich ein neues, größeres Schiff findet, das auf den Namen Henriette II getauft wird. Die einige Zeit später stattfindenden Feierlichkeiten zur Silberhochzeit von Hinrich und Margot werden allerdings vom Tod von Hinrichs Vater überschattet.
Da der Kauf der Henriette II viele Schulden notwendig gemacht hat, ist die Familie knapp bei Kasse. Ein Glück, dass Makler Meier ein unschlagbares Angebot für die Familie hat: ein halbes Jahr Zeitcharter in Frankreich und somit regelmäßiges Einkommen. Nach anfänglichen Bedenken wegen ihrer Schwiegermutter, bzw. Großmutter, die ganz allein zurückbleiben würde, entscheiden sich Margot und Gerda, die ebenfalls mittlerweile einen Sohn namens Uwe jr. bekommen hat, jedoch, ihre Männer an Bord zu begleiten. Karin bleibt dagegen auf dem Obsthof bei ihrer Großmutter, damit diese nicht so einsam ist.

### 2. Staffel
Nach einem halben Jahr in Frankreich kehrt Familie Petermann in die Heimat zurück. Die Zeit an Bord hat jedoch ihre Spuren hinterlassen und zu einem Streit zwischen Gerda und ihrer Mutter Margot geführt. Gerda macht sich zudem Sorgen um die Zukunft. Da die Henriette II zu groß ist, als dass Uwe sie eines Tages mit seinem Patent allein fahren dürfte, drängt sie ihn, noch einmal auf die Seefahrtschule zu gehen, um sein Kapitänspatent zu machen. Uwe ist von der Idee wenig begeistert, denn schließlich würden der Familie dann die Einnahmen aus seiner Anstellung als Maschinist fehlen. Doch Gerda hat auch hierfür eine Lösung parat: Sie fährt fortan auf der Henriette II als Matrose ohne Brief. Uwe willigt schweren Herzens ein.
Harald leidet in der Zwischenzeit unter der Trennung von seiner Freundin Bea und ertränkt seinen Kummer im Alkohol. Aus lauter Frust würde er sich am liebsten in die Arbeit an Bord stürzen und seine Ausbildung abbrechen, doch Hinrich entscheidet, dass Harald zuerst seine Ausbildung an der Seemannsschule beenden soll. Nach einiger Zeit auf der Seefahrtschule setzen Uwe die Zeit an Land und die Abwesenheit seiner Familie stark zu. Zumindest einmal die Woche findet er jedoch Trost, wenn er Oma Petermann auf dem Obsthof zum gemeinsamen Mittagessen besucht. Anschließend geht es zu Karin zu Kaffee und Kuchen. Karin erwartet zwischenzeitlich ihr zweites Kind, dieses Mal von Helmut. Der nimmt die freudige Nachricht zum Anlass, Karin einen Heiratsantrag zu machen.
Nach drei Semestern an der Seefahrtschule hat Uwe endlich sein Kapitänspatent. Auf der anschließenden ersten großen Fahrt gerät die Henriette II jedoch in schwere See und bekommt Schlagseite, weil Hinrich die Ladung gegen den Rat von Uwe nicht richtig sichern lässt. Zu allem Unglück bricht auch noch die frisch auf der Werft eingebaute Pumpenwelle. Mit letzter Kraft kann sich die Henriette II jedoch in den Nord-Ostsee-Kanal retten. Bei der Beinahe-Havarie wäre fast Uwes und Gerdas Sohn Uwe jr. über Bord gegangen. Gerda, die schockiert darüber ist, wie wenig Mitgefühl ihr Vater Hinrich darüber zeigt, entscheidet, dass sie und Uwe fortan nicht mehr auf der Henriette II fahren werden. Hinrich dagegen sieht nicht ein, dass der Vorfall sein Fehler gewesen sein soll, und entscheidet, die Werft zu verklagen. Der gesamte Vorfall führt letztlich zu einem tiefen Zerwürfnis zwischen Gerda und ihren Eltern.
Uwe und Gerda machen sich selbstständig. Wie der Zufall es will, steht die erste Henriette zum Verkauf und die beiden schlagen zu. Um von der Sparkasse einen Kredit in ausreichender Höhe zu bekommen, reichen sie dort einen gefälschten Kaufvertrag ein, der einen deutlich höheren Kaufpreis ausweist. Zu ihrem Glück fehlt ihnen jedoch nun noch ein Matrose. Gerda hat auch hierfür eine Lösung. Sie überredet Harald, auf der Henriette II abzumustern und bei ihnen anzuheuern. Oma zieht derweil auf dem Obsthof aus und wohnt fortan bei Karin und Helmut. Als Hinrich dann auch noch zu einer Zeitcharter nach Schweden aufbricht, ist Margot ganz allein auf dem Obsthof. Ihr kommt jedoch eine Idee, wie sie der Einsamkeit entfliehen kann, und so gründet sie einen Kontaktkreis für Seemannsfrauen. Auf der Einschulungsfeier für den kleinen Uwe jr. versöhnen sich Gerda und ihre Mutter außerdem wieder.
Harald plagen unterdessen Schuldgefühle gegenüber seinem ehemaligen Arbeitgeber Hinrich, die er abermals im Alkohol ertränkt. Freundin Bea, die zwischenzeitlich zu ihm zurückgekehrt ist, und Haralds Mutter schaffen es jedoch zusammen, auf Harald einzuwirken, sodass dieser dem Alkohol abschwört. Er trifft jedoch die Entscheidung, zukünftig wieder auf der Henriette II mitzufahren und mustert bei Uwe ab. Uwe hat mittlerweile ganz andere Sorgen: Die Maschine der Henriette streikt immer öfter und das Ende des Schiffes scheint gekommen. Karin langweilt sich unterdessen in Helmuts Haus und beschließt, einen Kindergarten zu gründen. Als Helmut sie nicht unterstützen will, springt ihre Großmutter ihr zur Seite und bietet ihr Räume auf dem Obsthof an.
Gerda leidet sehr unter der andauernden Abwesenheit von Uwe und beginnt eine Affäre mit Taxifahrer Peter. Margot setzt unterdessen ebenfalls ihre Ehe aufs Spiel, als sie eigenmächtig den Prozess von Hinrich gegen die Werft absagt. Hinrich ist davon alles andere als begeistert und reist deswegen extra mit dem Zug aus Schweden an. Bei dem anschließenden Streit legt Margot ihrem Ehemann nahe, abzutreten und den Jüngeren das Ruder zu überlassen. Hinrich überwindet sich tatsächlich und bietet Uwe an, zukünftig als Kapitän auf der Henriette II zu fahren. Als dieser mit der Nachricht nach Hause zu seiner Familie kommt, entdeckt er Gerda zusammen mit Peter. Gerda beendet die Affäre jedoch und Uwe entscheidet sich dafür, Hinrichs Angebot anzunehmen. Bevor er seine erste große Fahrt als Kapitän antritt, werden auf der Henriette II jedoch noch die Verlobungen von Harald und Bea sowie die von Makler Meier und seiner Sekretärin Ilse gefeiert.

## Besetzung

### Haupt- und Nebendarsteller
| Rolle                            | Schauspieler          | Episoden |
| -------------------------------- | --------------------- | -------- |
| Hinrich Petermann                | Uwe Dallmeier         | 01 – 28  |
| Margot Petermann                 | Elke Twiesselmann     | 01 – 28  |
| Gerda Petermann (später Schmidt) | Uta Stammer           | 01 – 28  |
| Karin Petermann                  | Bettina Dörner        | 01 – 28  |
| Heinrich „Opa“ Petermann         | Rudolf Beiswanger     | 01 – 13  |
| Henriette „Oma“ Petermann        | Else Quecke           | 01 – 28  |
| Uwe Schmidt                      | Dieter Ohlendiek      | 02 – 28  |
| Harald Mewes                     | Gernot Kleinekemper   | 01 – 14  |
| Harald Mewes                     | Marco Kröger          | 15 – 28  |
| Beatrice „Bea“                   | Carola Schwarz        | 02 – 14  |
| Beatrice „Bea“                   | Ilse Biberti          | 15 – 28  |
| Hans Meier                       | Joachim Wolff         | 01 – 28  |
| Kurt Mewes                       | Günter Kütemeyer      | 01 – 28  |
| Marta Mewes                      | Helga Feddersen       | 01 – 28  |
| Helmut Cordes                    | Ulrich Faulhaber      | 03 – 28  |
| Ilse Bärwald                     | Hanna Seiffert        | 01 – 28  |
| Manfred „David“ Seemann          | Manfred Lehmann       | 03 – 09  |
| Meister Anders                   | Karl-Heinz Kreienbaum | 02 – 28  |
| Peter Kuhn                       | Gernot Endemann       | 24 – 28  |

### Weitere Darsteller
- Annemarie Assmann
- Jan Aust
- Willy Bartelsen
- Eva-Maria Bauer
- Joachim Baumert
- Mustafa Biyikli
- Wolf-Dietrich Berg
- Heinrich Gliesmann
- Karl-Heinz Hess
- Ursula Hinrichs
- Rolf Jahncke
- Gerda-Maria Jürgens
- Hannes Kaetner
- Siegfried W. Kernen
- Ernst von Klipstein
- Sabine Kaack
- Werner Krüger
- Heinrich Kunst
- Werner Michaelsen
- Dietmar Mues
- Claus Obalski
- Peter Petran
- Thomas Petruo
- Michael Prelle
- Dieter Prochnow
- Erla Prollius
- Jean-Paul Raths
- Folmer Rubek
- Heidi Schaffrath
- Paola Schoene
- Wolf-Dietrich Sprenger
- Olaf Sveistrup
- Adalbert Tiegelkamp
- Curt Timm
- Horst Vincon
- Fritz Wempner
- Folke Wiegers

## Episoden
| Staffel 1 - 01. Ein Petermann fehlt - 02. Opa, zieh die Latschen aus - 03. Seemann ist nicht Seemann - 04. Die liebenden Schwäne - 05. Ein Petermann mehr - 06. Die Morgengabe - 07. Seeadler gegen Bungalow - 08. Landurlaub - 09. Ende gut – alles im Eimer - 10. Hoch und trocken - 11. Henriette II. - 12. Order für Lemmer - 13. Silberhochzeit - 14. Alle Mann an Bord | Staffel 2 - 15. Land in Sicht - 16. Wachwechsel - 17. Der Matrosenbrief - 18. Wasser hat keine Balken - 19. Ein Kapitän namens Schmidt - 20. Zwei Kapitäne und ein Ruder - 21. Fast ein Seenotfall - 22. Standortwechsel - 23. Seemannsfrauen - 24. Kursänderungen - 25. Kursabweichungen - 26. Navigationsfehler - 27. Ausgedient - 28. Die Alten zum Rat |

## Drehorte und Schiffe

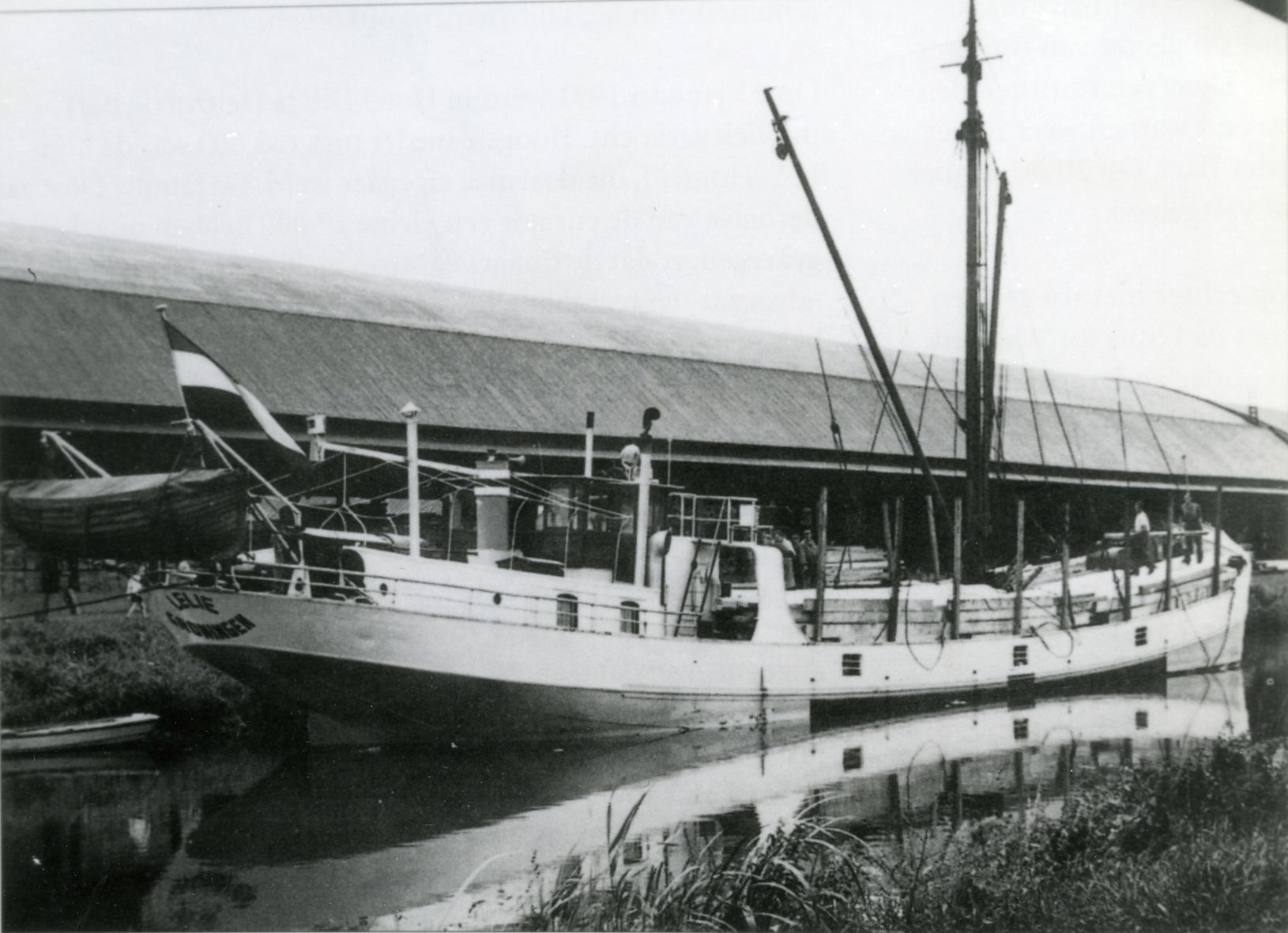
Die Henriette als Lelie im Jahr 1941

Die Serie wurde hauptsächlich im Alten Land vor den Toren Hamburgs gedreht. Der Obsthof der Familie Petermann etwa lag in Hove, existiert jedoch heute nicht mehr. Weitere Drehorte waren Grünendeich und die dortige Seefahrtschule, Stade und Stadersand sowie die Sietas-Werft in Hamburg-Neuenfelde. Auch die Docks der Hamburger Werft Blohm + Voss sind mehrfach in der Serie zu sehen, zumeist dann, wenn die Henriette oder ihr Nachfolgeschiff in Hamburg anlanden oder von dort auslaufen. In Schleswig-Holstein wurden ebenfalls Szenen gedreht, zum Beispiel in Glückstadt, Laboe, Kiel-Holtenau und auf dem Nord-Ostsee-Kanal.
Die Henriette war die 1931 in Groningen gebaute Lelie. Das knapp 33 Meter lange Schiff fuhr von 1960 bis 1963 unter dem Namen Insulaner und von 1963 bis 1982 als Germo unter deutscher Flagge. 1987 wurde die Germo aus dem Register gelöscht. Hinter der größeren Henriette II verbirgt sich die 1960 in Delfzijl gebaute Axel, die ab 1968 unter deutscher Flagge lief und 1976 den Namen Krautsand bekam. Das Schiff fuhr ab 1997 weiter unter verschiedenen Namen und Flaggen und wurde mindestens bis zum Jahr 2010 unter dem Namen Lady Bernadette III betrieben.

## DVD-Veröffentlichung
Am 24. Juli 2015 ist die Serie in einer Komplettbox mit vier DVDs bei ARD Video erschienen.